# Vital Ramos de Castro
Vital Ramos de Castro (Areias, 29 de maio de 1879 - Rio de Janeiro, 24 de novembro de 1958), também conhecido como Capitão, foi um cineasta brasileiro e empresário do ramo cinematográfico no Rio de Janeiro. Foi casado com Maria da Glória Moura de Castro com quem teve seis filhos, entre eles a pianista Maria Antônia de Castro. Filho do Dr. Miguel José de Moraes Castro, juiz na cidade de Areias, e de Porcina Ramos Nogueira, pertencente a uma família de cafeicultores de Bananal. Vital era sobrinho do barão do Bananal, também sobrinho do Conselheiro Carrão, primo do Ministro Rocha Miranda e cunhado do Coronel José Pires de Andrade. 

## Biografia
Vital Ramos de Castro foi um cineasta e grande empresário do ramo cinematográfico, tendo realizado filmes no Brasil e na França e sendo proprietário do Circuito independente Vital Ramos de Castro, conhecido como a "Linha do Plaza", que chegou a ter vinte cinemas no Rio de Janeiros, entre eles o Cine Plaza, na Cinelândia, e o Cinema Olinda, que foi a maior sala de cinema que já existiu no Rio de Janeiro.       
Incentivou a carreira de concertista de sua filha, a pianista Maria Antônia de Castro, considerada uma criança prodígio, organizando turnês internacionais para que ela apresentasse concertos em Buenos Aires, Nova York e Paris ainda durante a infância. Transferiu a residência de toda sua família para Paris para que sua filha ali seguisse seus estudos de piano, caso que foi inclusive noticiado pelo jornal The New York Times.
Além de ser proprietário de um circuito de cinemas no Rio de Janeiro, Vital Ramos de Castro dirigiu e produziu filmes. Em 1924, idealizou, escreveu o roteiro, fez os cenários e produziu o filme Paris la Nuit com direção de Émile Keppens, rodado em Paris com atores franceses, considerado uma "homenagem à Cidade Luz", com cenas da vida noturna da cidade, Montmartre e seus cabarets. O filme foi apresentado no dia 31 de maio na Sala Marivaux: "primeira vez que um cineasta brasileiro realiza um filme na França com artistas e estúdio franceses". Em 8 de setembro do mesmo ano, Paris la Nuit foi apresentado no Cine Palais, no Rio de Janeiro. Em 1927, produziu no Brasil e lançou em Paris o filme Voyage au Brésil, 1927, sonorizado pelo compositor Heitor Villa-Lobos. Em 1932, dirigiu e produziu aquele que seria o primeiro filme com a atriz e cantora Carmen Miranda, O Carnaval Cantado. O documentário de 40 minutos é eventualmente considerado o primeiro filme brasileiro com áudio sincronizado, utilizando o sistema Vitaphone. Apresenta cenas do carnaval de rua com Carmen Miranda interpretando o samba Bamboleô, de André Filho. O filme, que contou com o apoio de Ademar Gonzaga, da Cinédia, ainda se destaca por registrar as primeiras imagens noturnas da cidade do Rio de Janeiro, graças à utilização de refletores do exército. No ano seguinte, produz O Carnaval Cantado de 1933, considerado o filme-sonoro brasileiro pioneiro, com som impresso na própria película, usando o sistema Movietone, lançado em 1º de março de 1933.             
Vital Ramos de Castro morreu em 1958 e sua empresa cinematográfica passaria a ser conduzida por algum tempo pelos filhos Vital Moura de Castro, Ary de Castro e Jorge Moura de Castro, além do neto Bernard Massé.

## O Circuito Vital Ramos de Castro de cinema
Vital se instalou no Rio de Janeiro por volta da virada do século, estabelecendo-se como comerciante no Beco das Cancelas (transversal à Rua do Ouvidor). Na primeira década do século XX também foi negociante de cereais em São Paulo, tendo como procurador o seu sogro Juvenal de Moura. Em 1908, Vital Ramos de Castro abre seu primeiro cinema no Rio de Janeiro, o Cinematógrafo Popular na Rua Marechal Floriano, nº 97-103, com apenas 75 lugares. Em seguida o espaço foi sendo ampliado tornando-se o maior cinema carioca no começo do século XX, chegando a ter 2 000 lugares. Além de proprietário, Vital desempenhava diversas funções no cinema. O Cine Popular oferecia ingressos relativamente baratos voltado a uma população de baixo poder aquisitivo. Estes cinemas populares seriam apelidados de "Poeiras". Seguidamente, Vital compraria os cinemas Mascote, Excelsior e o Primior. Em 1927 adquire aquele que era o mais antigo cinema em funcionamento no Rio de Janeiro, o Cine Parisiense, tradicional sala de exibição aberta em 1907 com o nome de Grande Cinematógrafo Parisiense. O edifício do cinema seria demolido e reconstruído a partir de 1928 (em 1945, o edifício seria novamente reformado, pelo arquiteto Georges Massé, genro de Vital). Em 1928, Vital adquire o Cine Paris, na Praça Tiradentes. Vital adquiriria outros cinemas nos anos seguintes. Durante os anos vinte, a administração dos cinemas de Vital Ramos de Castro, então sob o nome Agencia Cinematographica Popular, coube a Orlando Moura, enquanto Vital e sua família residiam em Paris. A partir do final da década, Vital compartilha com o seu filho Mário Moura de Castro a administração de sua empresa cinematográfica. 
A dupla atuação de Vital Ramos de Castro, tanto como produtor cinematográfico quanto como exibidor de um circuito independente, levou-lhe a propor em 1927 medidas de incentivo fiscal em favor da cinematografia nacional. A proposta previa a redução nos impostos, de quarenta por cento, àqueles cinemas que apresentassem filmes brasileiros. O Conselho Municipal do Rio de Janeiro rejeitou a proposta, mas o Circuito Nacional de Exhibidores encampou a sugestão de Vital e passaria a defendê-la em diferentes fóruns, o que futuramente resultaria em uma política para o desenvolvimento de uma indústria cinematográfica nacional. Em 1929, defende os interesses dos exibidores brasileiros junto aos grandes estúdios de Hollywood, preocupados com o impacto da mudança de tecnologia necessária para a exibição dos filmes falados pelos cinemas brasileiros. Em setembro do mesmo ano, adquire um projetor Simplex Pacent, com sistema de sincronização que permite a exibição de filmes falados, modelo utilizado no Brasil pela primeira vez no Cine Popular.
Em 1936, Vital inaugura o Cinema Plaza, na Rua do Passeio, nº78, em uma localização privilegiada da Cinelândia por onde passeava a sociedade carioca na década de trinta. Vital havia comprado o terreno e construído um edifício de vários andares, com apartamentos com vista para o Passeio Público nos andares superiores e o Cinema Plaza no térreo. No quarto andar passaria a funcionar o escritório de Vital, seus familiares residiriam nos apartamentos dos andares superiores e ele mesmo reservou para si o apartamento do 12º andar. No térreo, o Cine Plaza, com mais de mil lugares representaria um salto de escala nos negócios de Vital Ramos de Castro, que entraria para a cadeia dos grandes cinemas. O Plaza passaria a ser o cinema "lançador" do Circuito V R Castro, que passaria a ser conhecido como a Linha do Plaza e se tornaria o maior e mais popular circuito independente de cinema do Rio de Janeiro na década seguinte. A  Linha do Plaza, tinha contratos de exibição com produtoras nacionais, como a Flama de Moacir Fenelon, e de Hollywood, como Disney, Paramount, Columbia e Universal. Foi ainda exibidora exclusiva dos filmes da Companhia RKO Radio Pictures no Brasil.
Em 1940 constrói o monumental Cine Olinda, na Praça Saez Peña, que foi o maior cinema da história da exibição carioca, com 3500 lugares. O empreendimento seria o cinema mais moderno do Rio de Janeiro, com ar-condicionado e os mais sofisticados instrumentos de projeção e som na América do Sul até o momento, tecnologias importadas como resultado das viagens de Vital a Hollywood. A decoração luxuosa, com colunas e piso de mármore, inaugurava definitivamente uma nova fase do Circuito Vital Ramos de Castro, direcionada também a atingir expectadores de maior poder aquisitivo. A arquitetura do Cine Olinda seguia um estilo Art Déco simplificado, marca de seus cinemas.
Entre os diversos cinemas que foram de sua propriedade, destacam-se ainda: O Cinema Colonial, com 1578 lugares, em funcionamento entre 1941 e 1961 (posteriormente se tornou a Sala de Teatro Cecília Meirelles); O Cine Ritz, em Copacabana, na Avenida Nossa Senhora de Copacabana; Entre 1942 e 1958 foi o exibidor do Cinema Astoria, na Rua Visconde de Pirajá, nº595, com 2147 lugares; E entre 1937 e 1944 foi concessionário do antigo Teatro Fênix onde abriu, associado a Livio Bruni, o Cine Ópera, o que lhe valeu desavenças com Procópio Ferreira, Bibi Ferreira e o meio teatral carioca.

## Em Paris
Vital Ramos de Castro e sua família residiram entre os anos 1920 e 1938 em Paris, retornando diversas vezes ao Rio de Janeiro em virtude de seus negócios na cidade (onde mantinha um apartamento na Praia do Russel e posteriormente no edifício do Cine Plaza, na Rua do Passeio). Para incentivar o desenvolvimento do talento de sua filha, a pianista Maria Antônia, a família Castro se mudou para a capital francesa em 1920. Vital adquiriu uma grande casa nas imediações do Parc Monceau onde residiria com sua esposa e seus cinco filhos. Sua casa se tornaria um ponto de encontro e de saraus musicais para artistas brasileiros radicados em Paris, como o compositor Heitor Villa-Lobos, o maestro Sousa Lima e a pintora Tarsila do Amaral. O seu círculo de amizades na capital parisiense incluía também empresários brasileiros de passagem pela cidade e o embaixador Luís Martins de Souza Dantas. 
Em 1926, Vital financiou a montagem do bailado Les pommes du Voisin de Elpídio Pereira para a reabertura da nova temporada no Théatre de la Gaité Lyrique de Paris. Embora o espetáculo não tenha contado com a célebre bailarina Anna Pavlova como insistentemente tentado por Vital, foi um sucesso de público, sendo representado setenta e seis vezes no referido teatro.
Além de ter dirigido e produzido o filme Paris la Nuit (1924), em sua fase parisiense, Vital Ramos de Castro também organizou um programa na Salle Gaveau no qual foi apresentado em março de 1927 o filme "Voyage au Brésil", em que se enaltecia a diversidade cultural do país. Vital reuniu mais de dez mil metros de filmes de diversas fontes no Brasil, mostrando as várias regiões do Norte e do Su, a natureza, florestas, os costumes, o carnaval, que em conjunto buscavam tornar conhecidas as riquezas naturais e culturais brasileiras no exterior. Segundo o próprio cineasta: "coisas curiosíssimas que hão de surpreender os que desconhecem absolutamente a nossa encantadora terra. (...) Tudo o que ela possui de realmente belo (...) eu procurei reunir na película que organizei". A trilha sonora também expressava a produção artística brasileira, apresentando vinte e seis compositores, executada pela orquestra dos Concerts Colonne, sob regência de Souza Lima e Villa-Lobos: "o primeiro para a parte erudita, o segundo para a popular". De acordo com o maestro Souza Lima, o filme mostrava o Brasil em seus múltiplos aspectos: "(...) Foi uma demonstração da nossa grandeza, de nossa pujança em todos os sentidos (...), realmente, uma iniciativa maravilhosa e do melhor resultado quanto à divulgação do nosso país". Após a premiére francesa, Voyage au Brésil foi apresentado em 1º de setembro de 1927 na reinauguração e permanecendo em cartaz por duas semanas no Cine Parisiense no Rio de Janeiro, recém adquirido por Vital: "os mais interessantes episódios deste filme (...) foram os flagrantes do carnaval do Rio, apresentado em cores, pelo processo afamado da Casa Pathé, de Paris; a luta terrível entre o touro e o jaguar e da sucuri com a capivara". O filme também foi apresentado em Madri e em 1928, Voyage au Brésil voltou a ser apresentado em Paris, desta vez no Teatro Mogador.
A II Guerra Mundial e a ocupação nazista levaria outros membros da família Ramos de Castro a permanecer cada vez menos tempo na capital francesa a partir de 1940. A morte de Maria Antônia de Castro em Leysin na Suíça em 1946 com apenas trinta e cinco anos também representaria um triste capítulo na vida daqueles membros da família Ramos de Castros que, em 1948, acabariam por voltar definitivamente a residir no Rio de Janeiro.          

## Filmografia
- Paris la nuit, 1924 (roteirista e produtor).[36]
- Voyage au Brésil, 1927 (diretor e produtor)
- O Carnaval Cantado, 1932 (diretor e produtor)
- O Carnaval Cantado, 1933 (diretor)[37]
- 15 de novembro de 1933 (produtor)
- Cisne Branco (produtor).[38]
- Enlace matrimonial (...), 1942 (produtor).[39]
- 100 Garotas e um Capote, 1945 (produtor)

## Homenagens
O compositor Barrozo Netto dedicou a Vital Ramos de Castro um Minuetto (publicado pela Editora Carlos Wehrs & Co).
No dia 11 de abril de 2017, após um longo período desocupado, foi reinaugurado o edifício do antigo Cine Plaza, renomeado como BVEP Nigri Plaza. O retrofit do edifício foi o resultado de um investimento total de R$ 150 milhões, sendo que a fachada e o foyer foram mantidos e restaurados e a antiga sala de cinema foi convertida em um auditório. As plantas superiores foram ampliadas e convertidas em escritórios. Durante a solenidade de reinauguração do edifício, a memória de Vital Ramos de Castro foi resgatada e enaltecida.
Em 25 de outubro de 2019, a Cinemateca do MAM organizou um evento dedicado à obra de Vital Ramos de Castro em celebração ao Dia Mundial de Preservação Audiovisual. ￼O evento contou como a exibição de um trecho de um de seus filmes, uma mesa que abordou a vida e a obra do cinematografista e uma exposição sobre Vital Ramos de Castro.